# THE Spooky Chemical cube.
 THE Spooky Chemical cube.（ザ・スプーキー・ケミカル・キューブ）は日本のソロプロジェクト。
主にweb上での活動を行なっており、これまで発表されている楽曲はYouTube、2022年10月16日にリリースされた初EP「gREtchAL(令和版）」では様々なプラットフォームから視聴する事が可能である。

## 解説
2018年10月3日発足。メンバーは作詞作曲、アートワークまで全てセルフプロデュースを行っているボーカルの戸瀬純太。2019年7月30日に「太陽面着陸」をYouTube上にて配信開始・稼働を始める。